# Brian Bowen
Brian Bowen II (Saginaw, 2 ottobre 1998) è un cestista statunitense.

## Palmarès
- McDonald's All-American Game (2017)